# Girassol
O girassol (Helianthus annuus) é uma planta anual da família das Asteraceae, gênero Heliantheae. Está situado na tribo Heliantheae, subtribo Helianthinae. É cultivada pelo seu óleo e frutos comestíveis. O nome é derivado do formato de sua inflorescência.

## Descrição
É caracterizada por possuir grandes inflorescências do tipo capítulo — com aproximadamente 30 cm de diâmetro — cujo caule pode atingir até 3 metros de altura e apresenta filotaxia do tipo oposta cruzada. O girassol mais alto já registrado chegou a 9.17 metros.

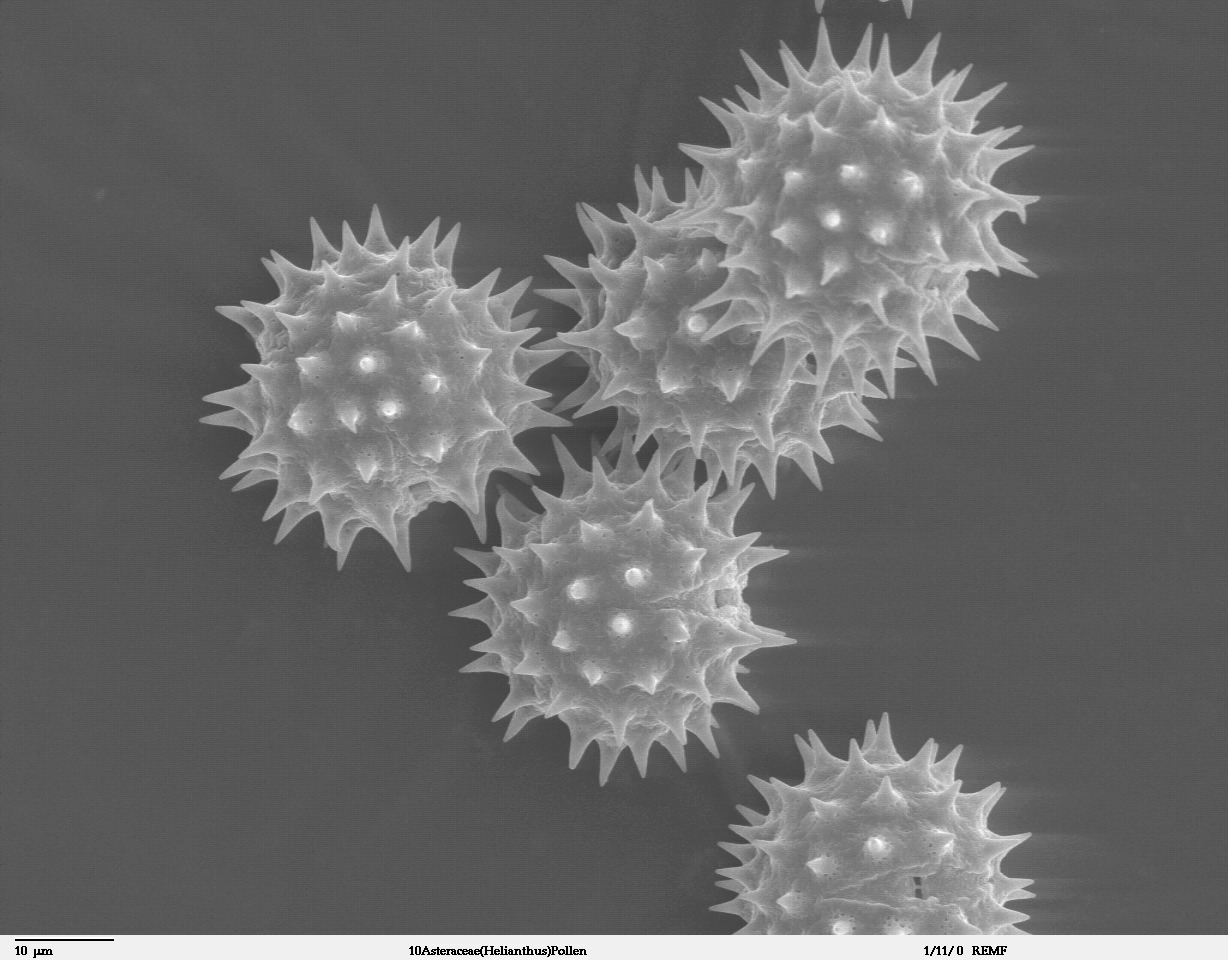
Pólen
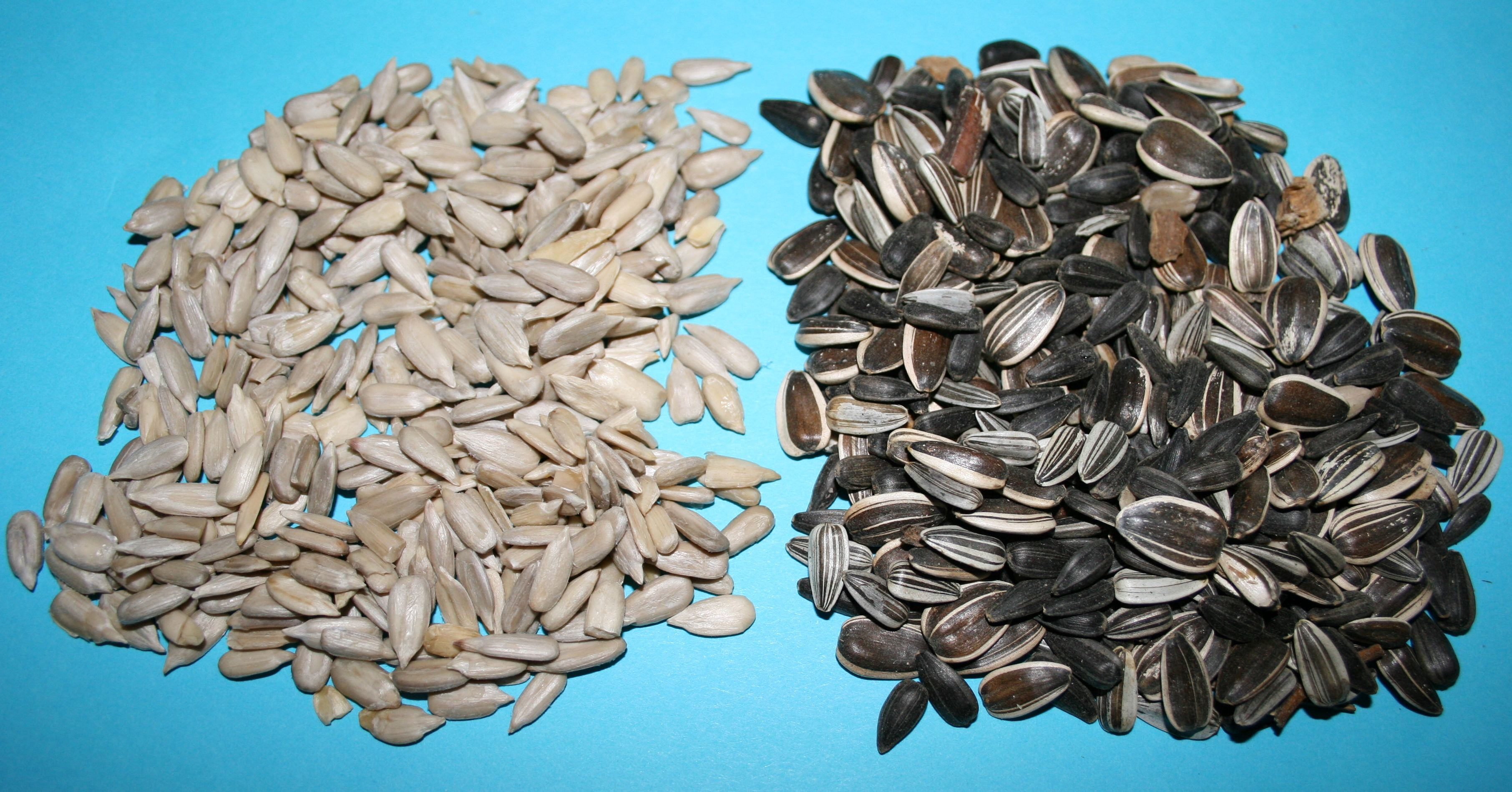
Sementes
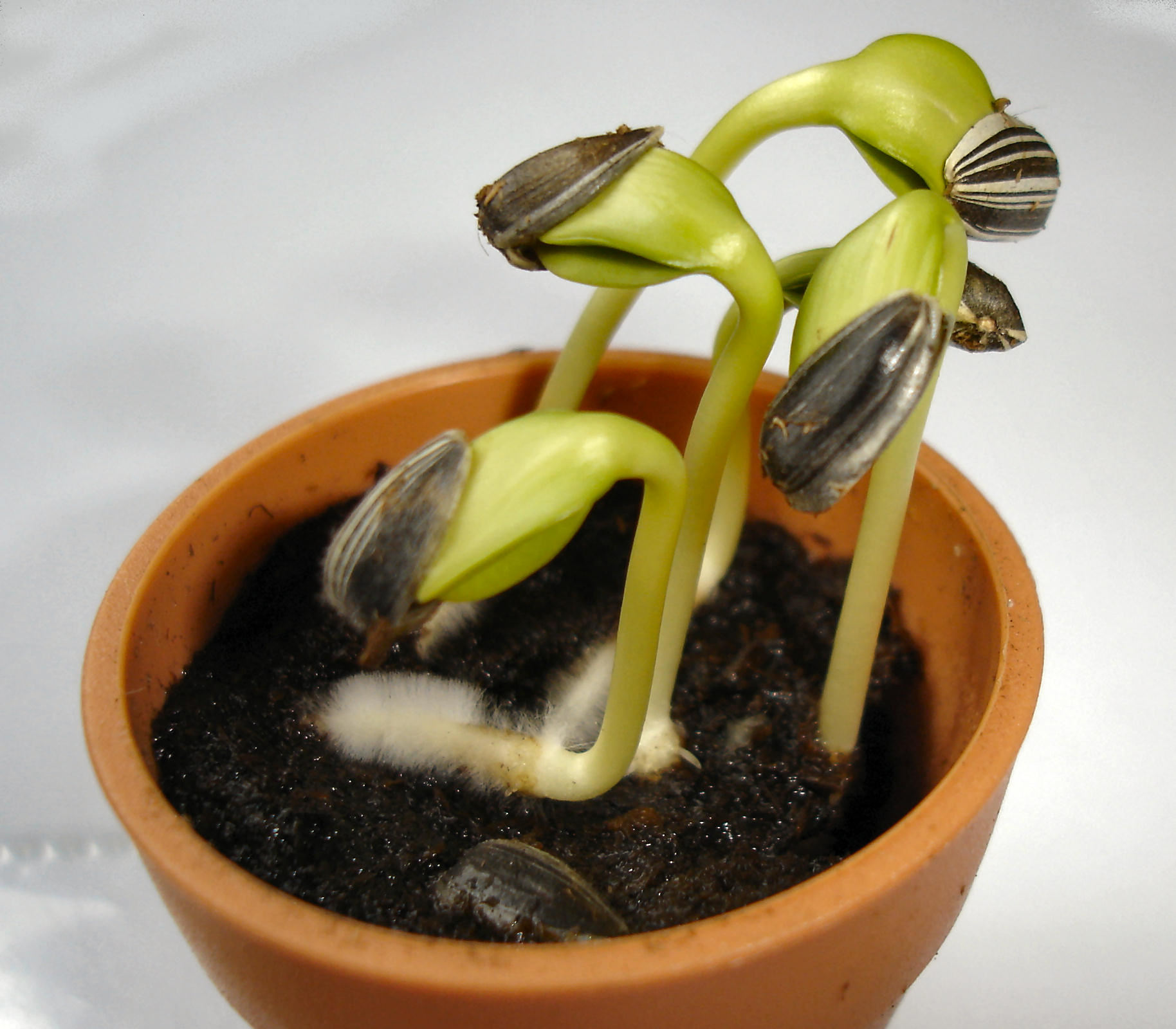
Mudas (com 3 dias)

## História
Os girassóis são plantas originárias da América do Norte cultivada pelos povos indígenas para alimentação, foram domesticadas por volta do ano 1 000 a.C. Francisco Pizarro encontrou diversos objetos incas e imagens moldadas em ouro que fazem referência aos girassóis como seu deus do Sol.

## Utilização

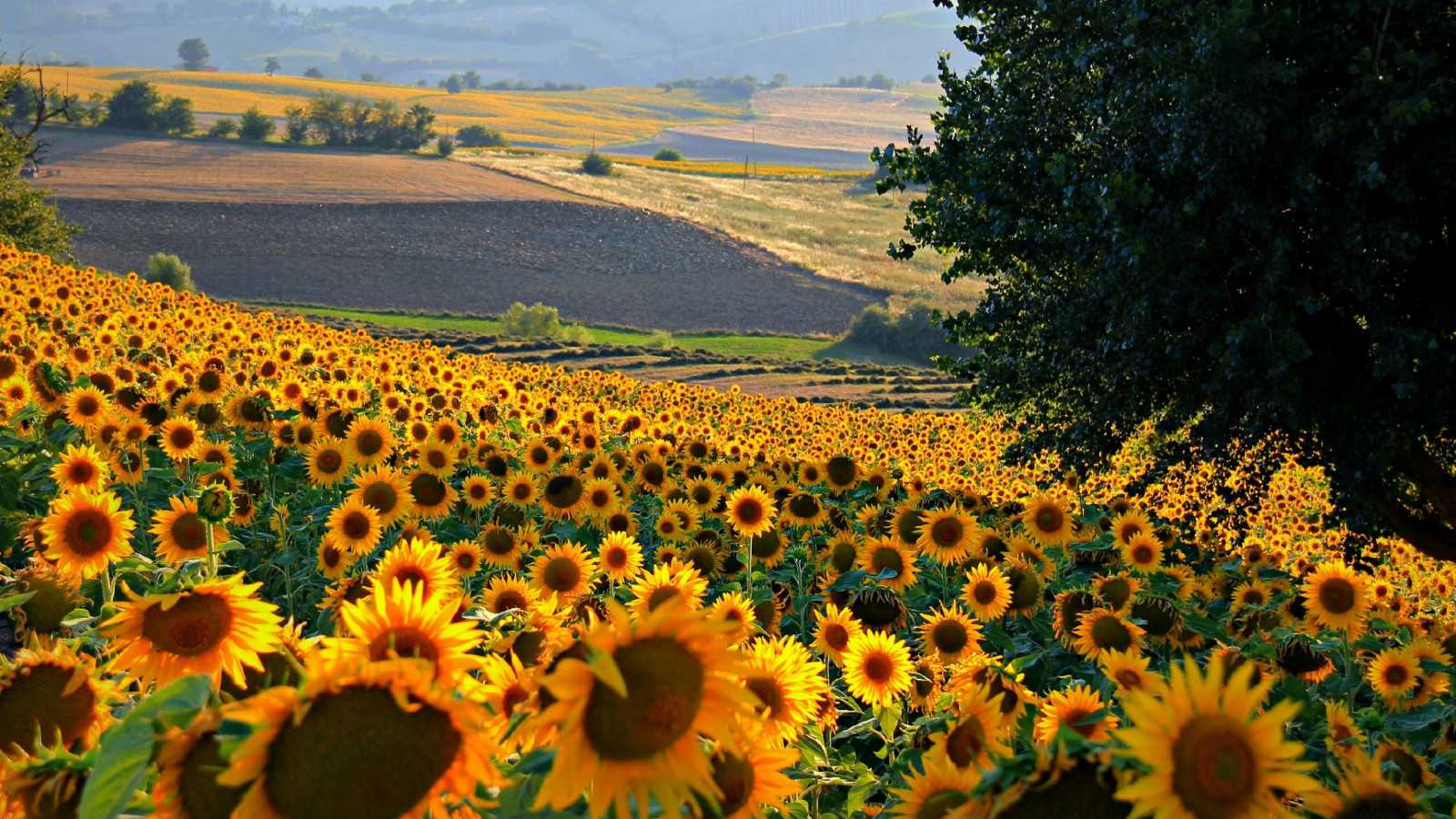
Campo de girassol em Bashkortostan, Rússia

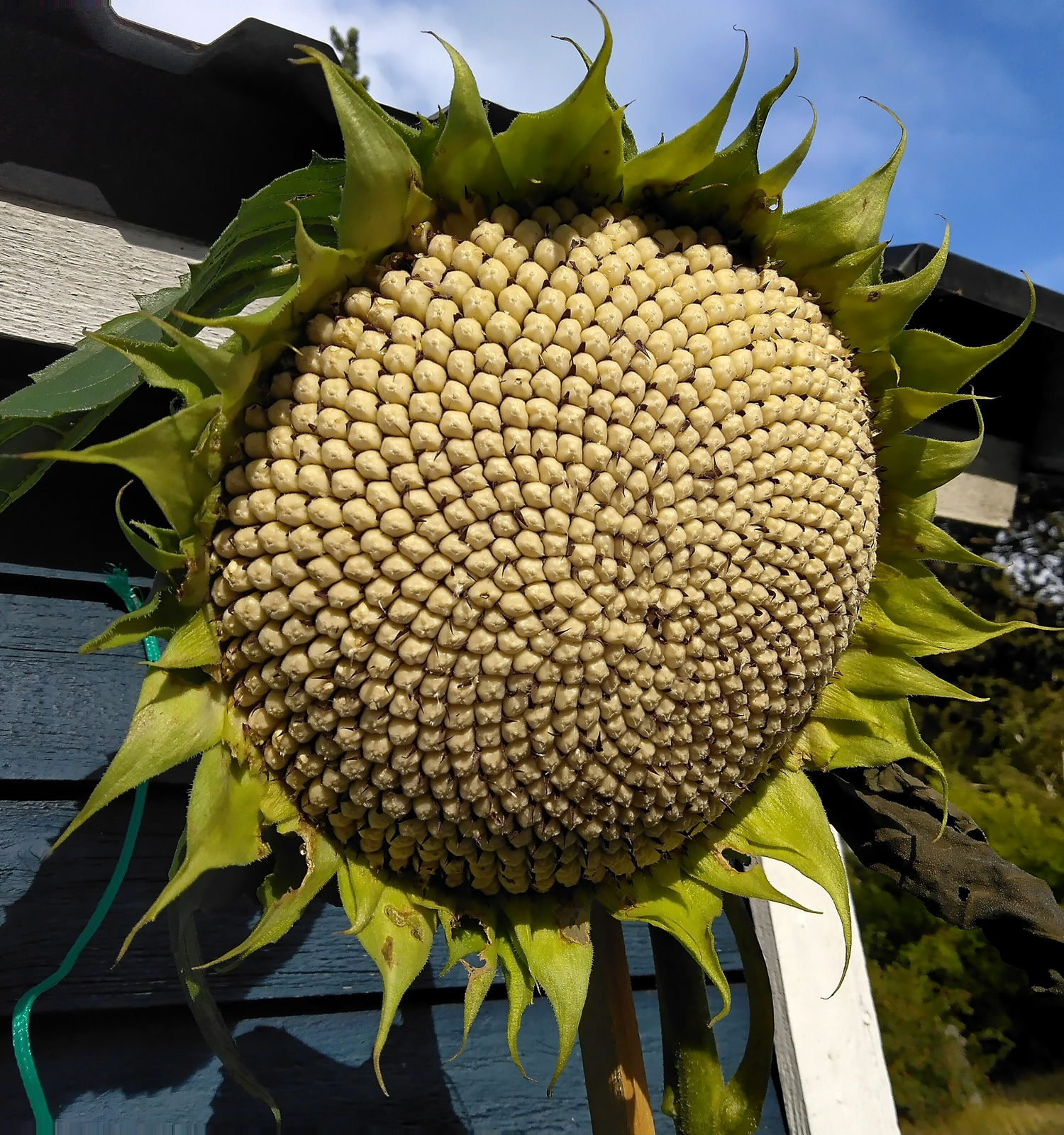
Após a floração as sementes são visíveis.

Dos seus frutos, popularmente chamados sementes, é extraído o óleo de girassol que é comestível. A produção  mundial ultrapassa 20 milhões de toneladas anuais de grão. A semente também é usada na alimentação de pássaros em cativeiro além de ser uma das mais utilizadas na alimentação viva.

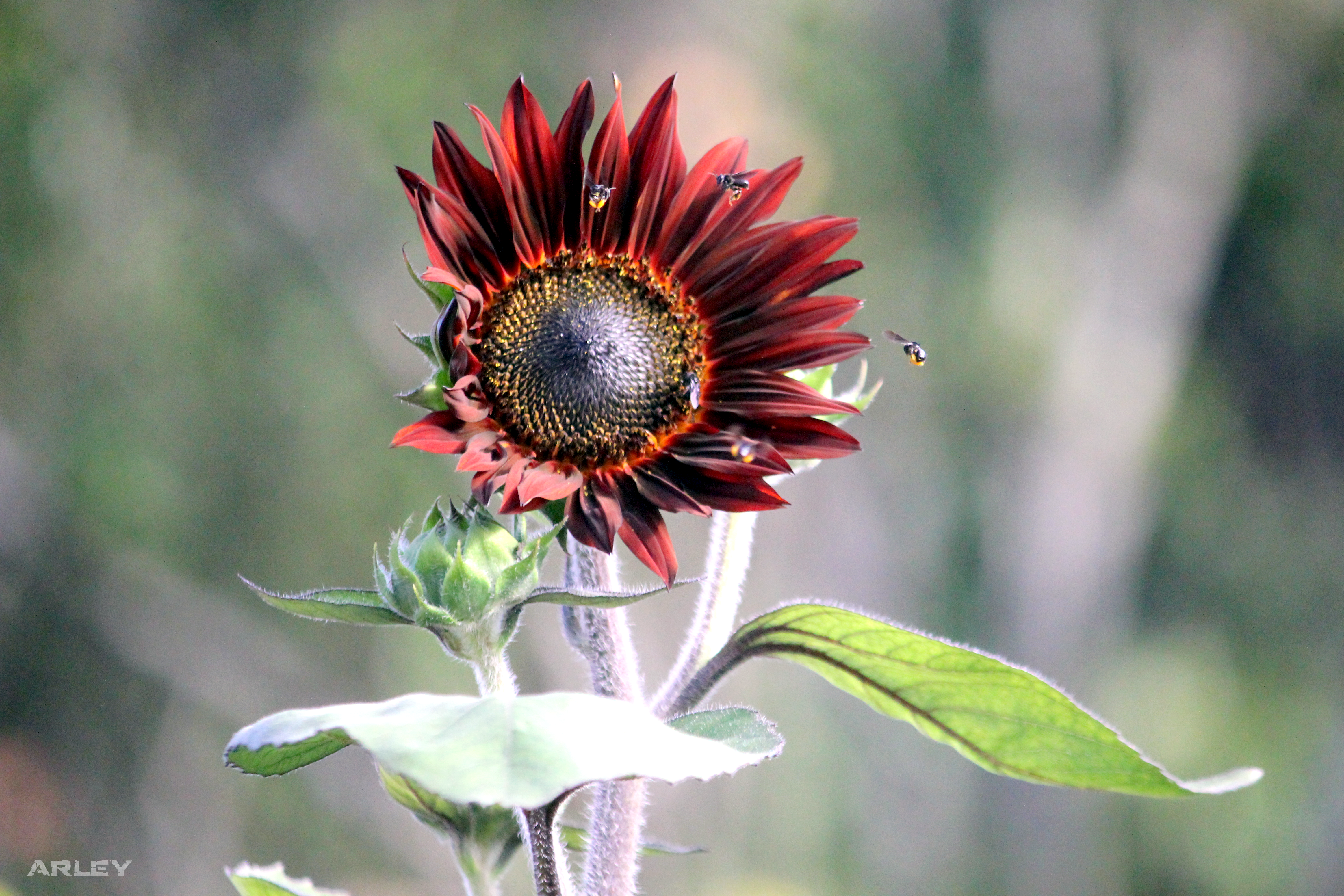
Girassol vermelho

A sua flor é comercializada como flor de corte. Existem dois grupos de variedades importantes: uniflor com haste única e uma flor terminal; multiflor com flores menores que com ramos desde a base que são mais utilizadas na confecção de bouquet.
A semente do girassol tem sido utilizada no Brasil na produção de biodiesel.
Tem sido também uma boa alternativa para alimentação de gado, em substituição a outros grãos.
As suas folhas podem inibir o crescimento de plantas daninhas através do fenômeno alelopatia.

## Heliotropismo emGirassóis

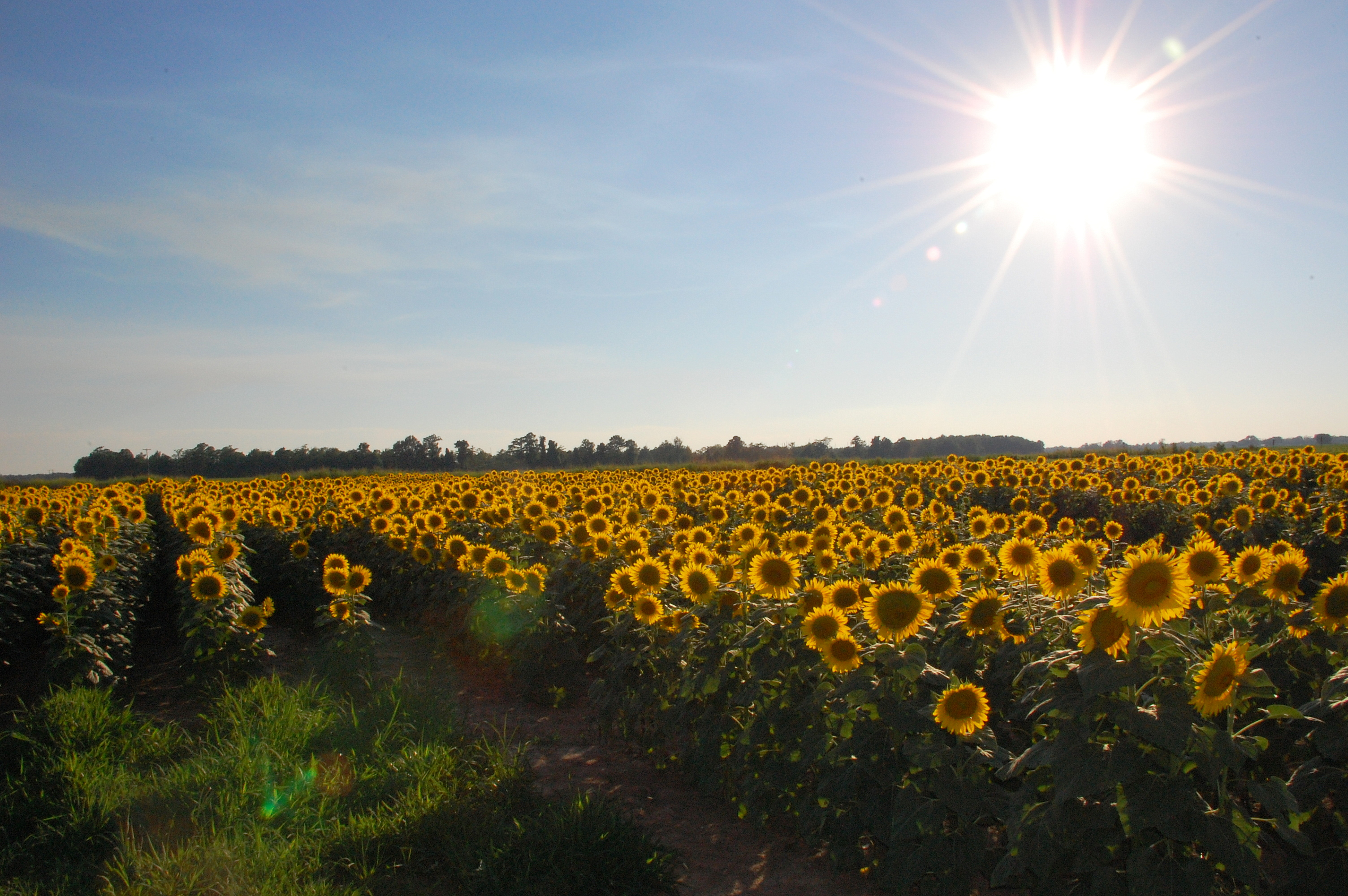
Inflorescências voltadas para o leste, contrárias ao sol no fim da tarde.

Um equívoco comum é que a inflorescência do Girassol se viraria para ficar de frente para o sol a medida que ele atravessa o céu. Apesar desse comportamento estar presente na planta jovem, antes da presença da inflorescência, a planta madura tem sua direção fixa ao longo do dia. Esse velho equívoco foi contestado em 1557 pelo botanista inglês John Gerard, que cultivava girassóis em seu herbário: "[alguns] disputaram que eles giram junto do sol, o que nunca observei, apesar de meu empenho em provar a verdade disso."

## Cultura

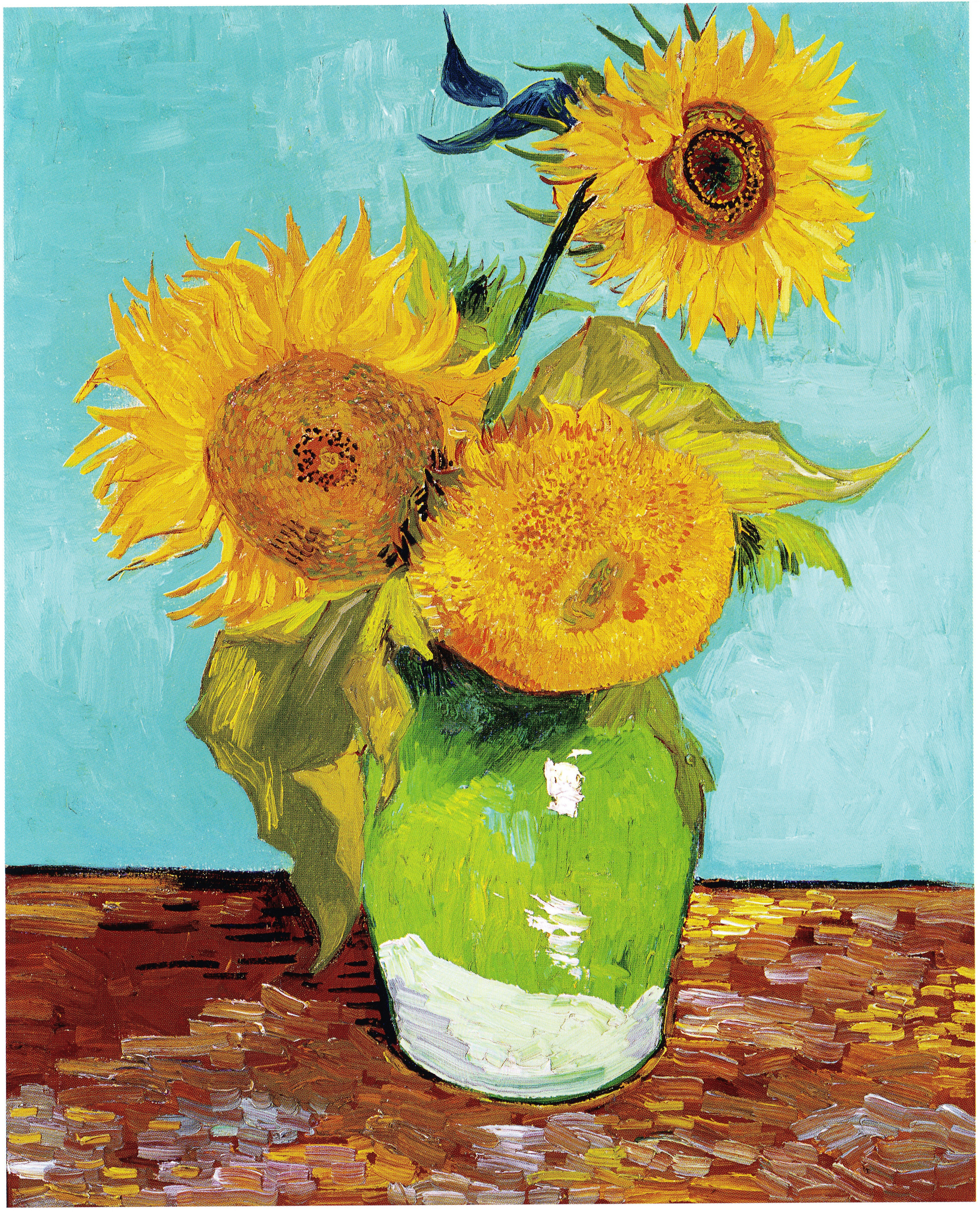
Vincent Van Gogh - Três Girassóis 1888

- O girassol é a flor nacional da Ucrânia.[17]
- A flor foi usada como símbolo do Esteticismo, que foi movimento artístico no século XIX.
- Girassóis foram tema na série de pinturas de Van Gogh, da qual Doze Girassóis numa Jarra faz parte.